# Jack (filme)
Jack é um filme norte-americano de 1996 do gênero comédia dramática, dirigido por Francis Ford Coppola e estrelada por Robin Williams.

## Sinopse
Jack (Robin Williams) é um garoto que nasceu com uma rara doença genética na qual seu metabolismo é 4 vezes mais acelerado que um ser humano normal, ou seja, seu corpo, a cada ano vivido, envelhecia 4 anos. O filme mostra a vida cotidiana de Jack, ainda criança mas já com a aparência de um homem de mais de 40 anos, com todos os problemas decorrentes da sua doença.

## Elenco
- Robin Williams .... Jack Powell
- Diane Lane .... Karen Powell
- Brian Kerwin .... Brian Powell
- Jennifer Lopez .... Srta. Marquez
- Bill Cosby .... Lawrence Woodruff
- Fran Drescher .... Dolores Durante
- Adam Zolotin .... Louis Durante
- Todd Bosley .... Edward
- Seth Smith .... John-John
- Mario Yedidia .... George
- Jeremy Lelliott .... Johnny Duffer
- Jurnee Smollett .... Phoebe

## Recepção
O filme recebeu em sua maioria análises negativas dos críticos.  Ele possui a avaliação de 17% "rotten" no site Rotten Tomatoes. Entretanto, o filme ficou em primeiro lugar em bilheteria na sua estréia , tendo um relativo sucesso na época em que foi lançado, alcançando uma bilheteria de 59,6 milhões de dólares para um orçamento de 45 milhões.